# Gele kornoelje
Gele kornoelje (Cornus mas) is een soort uit de kornoeljefamilie (Cornaceae).

## Determinatie
Gele kornoelje groeit als struik of kleine boom. De gemiddelde hoogte is 2–6 m. De bloemen verschijnen voor de bladeren. De bloemen staan in okselstandige schermen met vier gelige omwindselbladen. De wrangsmakende vruchten worden kersrood.

## Ecologie
De boom heeft een voorkeur voor kalkhoudende grond. De plant is winterhard tot meer dan −35 °C. Gele kornoelje is waardplant voor de larven van Antispila petryi, Antispila treitschkiella, Acronicta americana, Eupoecilia ambiguella en Spatalistis bifasciana.

### Syntaxonomie
In de syntaxonomie staat gele kornoelje te boek als kensoort voor het liguster-verbond (Berberidion vulgaris).

## Verspreiding
In Nederland staat hij op de rode lijst als zeer zeldzaam maar stabiel. In Vlaanderen staat hij niet op de rode lijst vermeld.

## Tuin
Gele kornoelje wordt meestal als vruchtboom aangeplant, hoewel aan de gele bloemen ook vaak ornamentele waarde wordt toegekend.
Rassen met grote vruchten zijn 'Jolico' en 'Kasanlak'.
Na twee of drie jaar treedt de eerste bloei op en kunnen ook de eerste vruchten verwacht worden. De vruchten zijn eetbaar. De plant wordt daarom ook wel eetbare kornoelje genoemd.
|  |  |
|  |  |